# Nerina Pallot
Nerina Natasha Georgina Pallot (Londres, Reino Unido, 26 de abril de 1975) es una cantante y compositora británica que logró la fama con el tema "Everybody's Gone to War".
Aunque nació en Londres, fue criada en Jersey, Reino Unido por su padre, de ascendencia francesa, y su madre que proviene de Prayagraj, India.

## Infancia
Nerina aprendió a tocar el piano de pequeña de forma autodidacta, aprendiendo más tarde también a tocar la guitarra. Luego estudió violín y ópera en una escuela como pupila.
Compuso su primer tema a los 13 años, luego de haber escuchado a la cantante y pianista Kate Bush interpretar su tema "This Woman's Work" en la televisión. Ella reconoce que esa canción fue la que la inspiró a dedicarse a la música. Estudió en el Jersey College for Girls.

## Carrera musical

### Dear Frustrated Superstar
Nerina Pallot sacó su álbum debut a través de la compañía Polydor Records, tituladoDear Frustrated Superstar, en agosto de 2001. Lanzó dos sencillos comerciales, "Patience" and "Alien", y un tercero "If I Know You" del que se grabó un vídeo pero al final fue cancelado. Antes de abrir la gira de Bryan Adams  se planteó una reedición pero nunca llegó a ver la luz.
Luego de protagonizar un escándalo en un programa de TV de talentos, fue echada de su compañía de discos y ella mostró su descontento a través de su página oficial y otros medios.
En 2003, cantó la voz principal en el tema "Truly" perteneciente al álbum Chimera de Delerium.
Con el éxito de su segundo álbum Fires, el álbum fue relanzado.

### Fires
Su segundo álbum, Fires, fue lanzado en abril de 2005 a través de su propia compañía discográfica llamada Idaho Records junto con el apoyo de Chrysalis Music Publishing ofreciéndole £50.000 (unos 82.000 dólares) para la producción del álbum. Aun así fue escaso dinero para Nerina, teniendo que hipotecar su casa para pagar los costes del álbum. Nerina escribió todos los temas de Fires.
El álbum fue producido y mezclado por Howard Willing (OK Go, Stevie Nicks, Lisa Marie Presley, Melissa Auf der Maur, The Smashing Pumpkins) y Eric Rosse, quien produjo "Learning To Breathe" y "Heart Attack"
El primer sencillo de álbum fue "Everybody's Gone to War". Este tema generó controversia, llegando a recibir la artista amenazas de muerte:

"Tenía una cuenta en AOL y de repente comencé a recibir gran cantidad de mensajes. Algunos eran escalofriantes, diciendo 'Te encontraré y te mataré por haberle faltado el respeto a los soldados'. Eran mayormente de muchachos jóvenes estadounidenses. Fue así durante unos seis meses".

Un segundo sencillo, "Damascus", fue sacado en junio de 2005, siguiéndole un tercero "All Good People".
A fines de 2005, Nerina firmó contrato con la discográfica 14th Floor Records (dependiente de Warner). Luego de ello, una nueva versión del álbum que es más "resplandeciente" (según sus palabras) y contiene cuerdas adicionales en algunas pistas, fue lanzado al mercado el 24 de abril de 2006, lo cual le dio a Nerina mayor éxito al alcanzar el puesto 21 en las listas. Con más de 100.000 álbumes vendidos, alcanzó el Disco de Oro en el Reino Unido.
El segundo sencillo fue el tema "Sophia", regrabada junto al productor Mitchel Froom, entrando en listas británicas en el número 32. En abril de 2007, el tema fue nominado a un premio Ivor Novello.
El tercer sencillo fue "Learning To Breathe" que alcanzó el puesto 70 en listas británicas.

### The Graduate
The Graduate fue lanzado el 5 de octubre de 2009 en el Reino Unido y alcanzó el puesto 46 en las listas británicas en su primera semana. La versión estándar del álbum incluye 10 temas originales, mientras que la versión de iTunes tiene 3 pistas adicionales, y la versión deluxe 7 versiones acústicas de los temas del álbum. El álbum obtuvo críticas divididas, con algunos críticos afirmando que este era su mejor álbum mientras que otros sostenían que el cambio de dirección con respecto a Fires era un error. Sin intenciones de que el álbum fuera una continuación de su anterior disco, Nerina Pallot ha defendido la necesidad de que haya una progresión entre ambos discos.

## Year of the Wolf
En julio de 2010, Pallot volvió a Geffen Records y al representante que le hizo formar contrato con Polydor en primer lugar. Ella confirmó que el nuevo álbum se llamaría "Year of the Wolf" a través de su cuenta de Twitter el 21 de enero de 2011. Ella grabó con Bernard Butler para el álbum; el nombre del mismo está inspirado en su hijo Wolfie, del cual estaba embarazada cuando compuso los temas que lo integran. El sencillo principal fue "Put Your Hands Up", lanzado el 24 de abril de ese año.

## Composición y producción
- Pallot junto con su esposo Andy Chatterley escribieron y produjeron dos canciones para Aphrodite, el álbum de Kylie Minogue lanzado en 2010: el tema titulado "Aphrodite" y el tercer sencillo "Better Than Today", que aparecieron por primera vez en el EP de Nerina Buckminster Fuller.[7][8]
- Pallot escribió y coprodujo "Put It Back Together" para Diana Vickers, un tema que sería incluido en su álbum debut Songs from the Tainted Cherry Tree. Vickers cantó dicho tema como invitada en un recital de Nerina Pallot en Union Chapel, al norte de Londres, el 28 de abril de 2010.[9][10][11]
- Un cover de su canción "Real Time Starter" fue interpretado por el ganador de la edición 2009 de The X Factor UK Joe McElderry para su primer álbum, Wide Awake, que salió al mercado el 25 de octubre de 2010.[9]

## Vida privada
A principios de 2006, Pallot se comprometió con Howard Willing, uno de los productores que trabajó con ella en su segundo álbum Fires, pero la relación terminó más tarde el mismo año.
Pallot conoció al productor inglés nominado al Grammy Andy Chatterley en enero de 2007. Se comprometieron el mismo día de su primera cita y se casaron 6 meses después el 14 de febrero de 2007. La historia fue contada por Pallot en el show de Janice Long de la BBC Radio 2 el 3 de junio de 2009.  La pareja actualmente reside en Londres, Reino Unido. Pallot tiempo después completó sus estudios en Literatura Inglesa en Birbeck, Universidad de Londres.
El 9 de septiembre de 2010, Pallot anunció vía Twitter:

"@Andy_Chatterley y yo estamos orgullosos de presentarles a nuestra mejor canción. Nuestro hijo, Wolfie Chatterley, nacido esta mañana".

El nombre completo del niño es Wolfgang Amadeus Chatterley.
El 1 de julio de 2012, mientras se presentaba en el Festival de Cornbury, Pallot confirmó que es una fan del equipo de fútbol Arsenal F.C.